# Veduta del lago di Lecco e la punta di Bellagio
Veduta del lago di Lecco e la punta di Bellagio è un dipinto a olio su tela (100,5×176,5 cm) realizzato nel 1888 dal pittore italiano Silvio Poma. L’opera appartiene alla Collezioni d'arte della Fondazione Cariplo e oggi confluita nella collezione del museo Gallerie d'Italia - Milano a Milano.

## Descrizione
Il dipinto di Poma ritrae una veduta sul lago tipica di Lierna che guarda sul promontorio di Bellagio, dove si biforcano il ramo orientale e occidentale del lago di Como.